# Grapsus albolineatus
Grapsus albolineatus är en kräftdjursart som beskrevs av Jean-Baptiste Lamarck 1818. Grapsus albolineatus ingår i släktet Grapsus och familjen ullhandskrabbor. Inga underarter finns listade i Catalogue of Life.